# کنتا کازونو
کنتا کازونو (انگلیسی: Kenta Kazuno؛ زادهٔ ۲۵ نوامبر ۱۹۸۵) بدمینتون‌باز اهل ژاپن است.